# Sabra (Líban)
Sabra és un barri del Beirut occidental al Líban, en el qual la meitat de la població són refugiats i la resta libanesos. Xatila, un altre barri al costat mateix, està poblat només per refugiats. És conegut per ser el lloc de la matança de Sabra i Xatila el 1982.